# پاپانوست (ماساچوست)
پاپانوست (به انگلیسی: Popponesset) یک منطقهٔ مسکونی در ایالات متحده آمریکا است که در شهرستان برنستبل، ماساچوست واقع شده‌است. پاپانوست ۰٫۸۲ کیلومتر مربع مساحت و ۲۲۰ نفر جمعیت دارد و ۳٫۹۶ متر بالاتر از سطح دریا واقع شده‌است.